# S 비디오

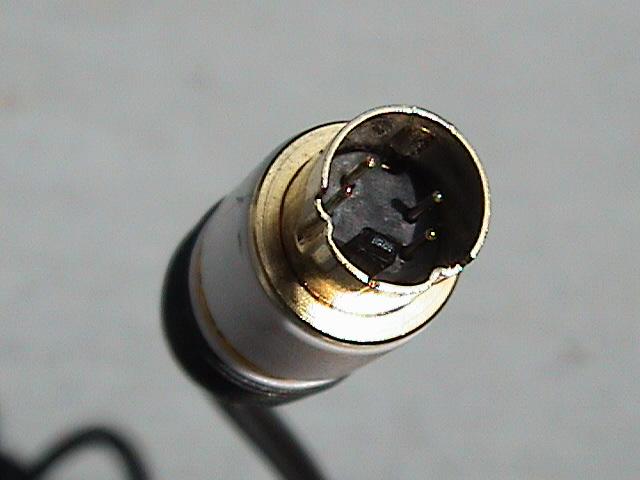
표준 4핀 S 비디오 케이블 단자

S 비디오(Separate Video), 줄여서 S 비디오는 Y/C로도 알려져 있으며 영상 데이터를 두 개의 구분된 신호(빛의 밝기를 위한 "루마"(휘도 신호), 색을 위한 "크로마"(색차 신호))로 전달하는 아날로그 영상 신호를 말한다. 이는 단일의 저화질 신호로 화상 정보를 전달하는 컴포지트 비디오 그리고 세 개의 구별된 고화질 신호로 화상 정보를 전달하는 컴포넌트 비디오와는 다른 것이다. 컴포지트보다는 화질이 우수하며 컴포넌트보다는 화질이 떨어진다. S 비디오는 표준 화질의 영상인 480i나 576i의 해상도를 전달하는 게 보통이다. 그러나 S 비디오 케이블을 통해 소리까지 전달하지는 않는다.
4핀 미니 DIN 단자는 몇 개의 S 비디오 단자 가운데 가장 일상적으로 쓰이는 것이다. 다른 S 비디오 단자로는 S-VHS 전문 기기에 쓰이는 7핀 더브 단자와 S 비디오 패치 베이에 쓰이는 듀얼 Y, C BNC 단자가 있다. 그 밖에도 초기의 Y/C 비디오 모니터는 Y/C와 컴포지트 비디오 입력 사이를 전환할 수 있는 RCA 단자를 사용하기도 했다. 단자가 이렇게 다르지만 모든 종류의 Y/C 신호는 서로 호환성이 있다.

## 핀 출력

### 4핀 미니 DIN
일반적으로 쓰이는 4핀 미니 DIN 단자는 텔레비전, VCR, DVD 플레이어에 쓰이는 것이 보통이다.
| 핀 번호 | 약자 | 용도              |
| ------- | ---- | ----------------- |
| 1       | GND  | 그라운드 (Y)      |
| 2       | GND  | 그라운드 (C)      |
| 3       | Y    | 명도 (루미넌스)   |
| 4       | C    | 색도 (크로미넌스) |

### 6핀 미니 DIN
•	핀 1: 그라운드 (C)
•	핀 2: 그라운드 (Y)
•	핀 3: 크로마
•	핀 4: 광도
•	핀 5: 합성 비디오 출력
•	핀 6: 합성 한꺼번

### 7핀 미니 DIN
- 비표준 7핀 미니 DIN 단자는 노트북 컴퓨터와 그래픽 카드에 쓰인다. 7핀 소켓은 4핀 플러그 (표준 7핀 소켓과 달리)를 받아들이며 S 비디오 신호는 핀이 구멍에 맞아야 사용할 수 있다. 7핀 플러그를 꽂으면 별도의 핀들 가운데 하나는 CBS 컴포지트 비디오 신호를 비 S 비디오 디스플레이를 위해 전달한다.
- 일부 그래픽 카드는 CVBS 모드를 사용하기 위해 여분의 두 개의 핀을 요구한다. 새로 출시되는 수많은 그래픽 카드들(특히 입출력이 되는)은 7+ 핀 단자를 요구하기도 하며 S 비디오 케이블을 바로 잡지 못할 수 있다.
- 7핀 단자는 RGB 컴포넌트 비디오나 YPbPr를 전달하지만 출력은 보통 YPbPr과 5개의 BNC 단자, 또는 RGB용 SCART에 맞는 3 개의 RCA 잭으로 되어 있다.

### 9핀 VIVO
두 종류의 9핀 DIN 단자가 VIVO 호환 그래픽 카드에 쓰인다. 첫 버전의 핀 출력 매핑 정보를 보려면 를 참고하라.

### 기타 설명
S 비디오는 2 개의 병렬 모노크롬 컴포지트 비디오 신호를 사용하여 크로마와 루마를 각각 표현한다.

## 같이 보기
- 컴포지트 비디오
- 컴포넌트 비디오
- S-VHS
- 비디오 인 비디오 아웃 (VIVO)